# Dane Dunning
Dane Anthony Dunning (Orange Park, 20 de diciembre de 1994) es un beisbolista profesional estadounidense que se desempeña como lanzador de los Texas Rangers en la Major League Baseball (MLB). Hizo su debut en la MLB con los Chicago White Sox en 2020.

## Carrera profesional

### Carrera amateur
Después de graduarse de Clay High School en Green Cove Springs, Florida asistió a la Universidad de Florida, donde jugó béisbol universitario para los Florida Gators. Dunning apareció en 17 juegos como estudiante de primer año, terminando el año con una efectividad de 4.50. En su segundo año, Dunning comenzó a iniciar más juegos, a diferencia del papel de relevista que tuvo en su primer año, terminando el año con una efectividad de 4.03 en 16 apariciones, 14 de las cuales fueron aperturas. En su tercer año, Dunning volvió al papel principalmente de relevista que tuvo en su primer año. Apareció en 33 juegos, de los cuales solo 5 fueron aperturas, y tuvo una efectividad de 2.29. En el Torneo de Béisbol de la División I de la NCAA de 2016, lanzó 15.1 entradas, permitiendo solo 1 carrera.

### Washington Nationals
Después de su tercer año, fue seleccionado por los Washington Nationals en la primera ronda del draft de la MLB de 2016. Dividió el tiempo durante su primera temporada profesional entre los Nacionales de la Liga de la Costa del Golfo y los Auburn Doubledays, donde registró un récord combinado de 3-2 de victorias y derrotas y un promedio de carreras limpias (ERA) de 2.02 en ocho juegos entre ambos equipos.

### Chicago White Sox
El 7 de diciembre de 2016, los Washington Nationals cambiaron a Dunning, Reynaldo López y Lucas Giolito a los Chicago White Sox por Adam Eaton. Para la temporada 2017, los White Sox asignaron a Dunning a los Kannapolis Intimidators, y después de que registró una efectividad de 0.35 en 26 entradas, lo ascendieron a Winston-Salem Dash, donde pasó el resto de la temporada, registrando un récord de 6–8. y 3.51 de efectividad en 22 juegos iniciados. Dunning pasó 2018 tanto con Winston-Salem como con los Birmingham Barons, lanzando con un récord combinado de 6-3 y efectividad de 2.71 en 15 aperturas entre ambos equipos.
Dunning se sometió a una cirugía el 18 de marzo de 2019, luego de sufrir un desgarro del ligamento colateral cubital. Su cirugía fue realizada por James Andrews. Se perdió toda la temporada 2019. Dunning se agregó a la lista de 40 hombres de los White Sox después de la temporada 2019.
Dunning fue llamado a la lista activa e hizo su debut en la MLB el 19 de agosto de 2020, ponchando a siete bateadores con solo una base por bolas en 41⁄3 entradas en una victoria de 5-3 sobre los Detroit Tigers. Durante la temporada 2020 de los White Sox apareció en siete juegos, compilando un récord de 2-0 con efectividad de 3.97 y 35 ponches en 34 entradas.

### Texas Rangers
El 7 de diciembre de 2020, los White Sox cambiaron a Dunning y Avery Weems a los Texas Rangers por el lanzador Lance Lynn. El 1 de junio de 2021, Dunning registró su primer hit en las Grandes Ligas, un sencillo frente al abridor de los Colorado Rockies, Germán Márquez. Dunning terminó la temporada 2021 después de publicar un récord de 5-10 con una efectividad de 4.51 y 114 ponches más 117 2⁄3 entradas.

## Vida personal
Dunning es mitad coreano, nacido de una madre coreana, Misu, y un padre estadounidense, John. Ha expresado su deseo de jugar para la selección nacional de béisbol de Corea del Sur en el Clásico Mundial de Béisbol. Su hermano mayor, Jake, también ha lanzado en la MLB.